# Tess Harper
Tess Harper, född Tessie Jean Washam 15 augusti 1950 i Mammoth Spring, Arkansas, är en amerikansk skådespelerska.

## Utmärkelser
Harper har bland annat vunnit ett Screen Actors Guild Awards som del i en rollbesättning för No Country for Old Men 2008.

## Roller i urval
- 1983 – Chiefs (miniserie)
- 1983 – Huset som Gud glömde 3
- 1983 – På nåd och onåd
- 1983 – Silkwood
- 1984 – Flashpoint
- 1986 – Crimes of the Heart
- 1987 – Ishtar
- 1989 – Hennes alibi
- 1991 – Sommarmåne
- 1994–1995 – Christy (TV-serie)
- 1997 – Schakalen
- 2006 – Broken Bridges
- 2006 – Karla
- 2007 – No Country for Old Men
- 2008–2010 – Breaking Bad (TV-serie) (4 avsnitt)
- 2010 – Buried
- 2014 – Frank
- 2019 – El Camino: A Breaking Bad Movie
- 2019 – How to Get Away with Murder (TV-serie) (3 avsnitt)